# Peperomia incisa
Peperomia incisa är en pepparväxtart som beskrevs av William Trelease. Peperomia incisa ingår i släktet peperomior, och familjen pepparväxter. Inga underarter finns listade i Catalogue of Life.